# غاريقون ذهبي
غاريقون ذهبي (الاسم العلمي: Agaricus aureus) هو نوع من الفطريات يتبع جنس الغاريقون من فصيلة الغاريقونية.